# La Chapelle-au-Riboul

La Chapelle-au-Riboul este o comună în departamentul Mayenne, Franța. În 2009 avea o populație de 513 de locuitori.